# تيري إيفانز (لاعب كرة قاعدة)
تيري إيفانز (بالإنجليزية: Terry Evans)‏ هو لاعب كرة قاعدة أمريكي، ولد في 19 يناير 1982 في دبلن في الولايات المتحدة.

## وصلات خارجية
- تيري إيفانز على موقع دوري كرة القاعدة الرئيسي (الإنجليزية)
- تيري إيفانز على موقعبيزبول رفرنس.كوم (الدوري الرئيسي) (الإنجليزية)
- تيري إيفانز على موقعبيزبول رفرنس.كوم (الدوري الثانوي) (الإنجليزية)
- تيري إيفانز على موقع إي إس بي إن.كوم (أم.أل.بي) (الإنجليزية)
- تيري إيفانز على موقع مشجعي الرسوم البيانية (الإنجليزية)